# مورفيسبورو
مورفيسبورو (إلينوي) (بالإنجليزية: Murphysboro, Illinois)‏ هي مدينة تقع في الولايات المتحدة في إلينوي. يقدر عدد سكانها بـ 7,970 نسمة .

## التركيبة السكانية
حدّد مكتب تعداد الولايات المتحدة بيانات التركيبة السكانية لمورفيسبورو في تعداد الولايات المتحدة. في ما يلي، التركيبة السكانية حسب تعدادي 2000 و2010.

### تعداد عام 2000
بلغ عدد سكان مورفيسبورو 13,295 نسمة بحسب تعداد عام 2000، وبلغ عدد الأسر 3,704 أسرة وعدد العائلات 2,129 عائلة مقيمة في المدينة. في حين سجلت الكثافة السكانية 974.7 نسمة لكل كيلومتر مربع (2,524.5/ميل2). وبلغ عدد الوحدات السكنية 4,183 وحدة بمتوسط كثافة قدره 306.7 لكل كيلومتر مربع (794.3/ميل2).
وتوزع التركيب العرقي للمدينة بنسبة 79.82% من البيض و15.80% من الأمريكيين الأفارقة و0.39% من الأمريكيين الأصليين و1.03% من الأمريكيين ذوي الأصول الآسيوية و0.09% من سكان جزر المحيط الهادئ و1.10% من الأعراق الأخرى و1.77% من عرقين مختلطين أو أكثر و2.72% من الهسبانيون أو اللاتينيون من أي عرق.
بلغ عدد الأسر 3,704 أسرة كانت نسبة 29% منها لديها أطفال تحت سن الثامنة عشر تعيش معهم، وبلغت نسبة الأزواج القاطنين مع بعضهم البعض 39.8% من أصل المجموع الكلي للأسر، ونسبة 14.1% من الأسر كان لديها معيلات من الإناث دون وجود شريك،  بينما كانت نسبة 3.6% من الأسر لديها معيلون من الذكور دون وجود شريكة وكانت نسبة 42.5% من غير العائلات. تألفت نسبة 37.1% من أصل جميع الأسر من عدة أفراد يعيشون في نفس المنزل ونسبة 17.8% كانت تتألف من شخص يعيش بمفرده يبلغ من العمر 65 عاماً أو أكثر. وبلغ متوسط حجم الأسرة المعيشية 2.20، أما متوسط حجم العائلات فبلغ 2.91.
بلغ العمر الوسطي للسكان 22.6 عاماً. وكانت نسبة 14.4% من القاطنين تحت سن الثامنة عشر، وكانت نسبة 6.3% بين الثامنة عشر والرابعة والعشرين عاماً، ونسبة 16.3% كانت واقعةً في الفئة العمرية ما بين الخامسة والعشرين والرابعة والأربعين عاماً، ونسبة 13.2% كانت ما بين الخامسة والأربعين والرابعة والستين، ونسبة 11% كانت ضمن فئة الخامسة والستين عاماً فما فوق. يوجد لكل 100 أنثى 89.3 ذكر، ويوجد لكل 100 أنثى في الثامنة عشر من عمرها فما فوق 83.4 ذكر.
بلغ متوسط دخل الأسرة في المدينة 25,551 دولارًا، أما متوسط دخل العائلة فبلغ 34,987 دولارًا. وكان متوسط دخل الذكور 28,216 دولارًا مقابل 20,011 دولارًا للإناث. وسجل دخل الفرد الخاص بالمدينة 13,527 دولارًا. وكانت نسبة 15.8% من العائلات ونسبة 21.3% من السكان تحت خط الفقر، وكان من هؤلاء نسبة 31.5% تحت سن الثامنة عشر ونسبة 10.9% في الخامسة والستين من العمر وما فوق.

### تعداد عام 2010
بلغ عدد سكان مورفيسبورو 7,970 نسمة بحسب تعداد عام 2010، وبلغ عدد الأسر 3,461 أسرة وعدد العائلات 1,949 عائلة مقيمة في المدينة. في حين سجلت الكثافة السكانية 584.3 نسمة لكل كيلومتر مربع (1,513.3/ميل2). وبلغ عدد الوحدات السكنية 4,011 وحدة بمتوسط كثافة قدره 294.1 لكل كيلومتر مربع (761.7/ميل2).
وتوزع التركيب العرقي للمدينة بنسبة 79.80% من البيض و15.26% من الأمريكيين الأفارقة و0.40% من الأمريكيين الأصليين و0.54% من الأمريكيين ذوي الأصول الآسيوية و0.01% من سكان جزر المحيط الهادئ و1.13% من الأعراق الأخرى و2.86% من عرقين مختلطين أو أكثر و2.96% من الهسبانيون أو اللاتينيون من أي عرق.
بلغ عدد الأسر 3,461 أسرة كانت نسبة 27% منها لديها أطفال تحت سن الثامنة عشر تعيش معهم، وبلغت نسبة الأزواج القاطنين مع بعضهم البعض 36.1% من أصل المجموع الكلي للأسر، ونسبة 15.7% من الأسر كان لديها معيلات من الإناث دون وجود شريك،  بينما كانت نسبة 4.4% من الأسر لديها معيلون من الذكور دون وجود شريكة وكانت نسبة 43.7% من غير العائلات. تألفت نسبة 37.2% من أصل جميع الأسر من عدة أفراد يعيشون في نفس المنزل ونسبة 15.1% كانت تتألف من شخص يعيش بمفرده يبلغ من العمر 65 عاماً أو أكثر. وبلغ متوسط حجم الأسرة المعيشية 2.18، أما متوسط حجم العائلات فبلغ 2.85.
بلغ العمر الوسطي للسكان 37.8 عاماً. وكانت نسبة 22.4% من القاطنين تحت سن الثامنة عشر، وكانت نسبة 9.9% بين الثامنة عشر والرابعة والعشرين عاماً، ونسبة 25.7% كانت واقعةً في الفئة العمرية ما بين الخامسة والعشرين والرابعة والأربعين عاماً، ونسبة 24.1% كانت ما بين الخامسة والأربعين والرابعة والستين، ونسبة 17.9% كانت ضمن فئة الخامسة والستين عاماً فما فوق. وتوزع التركيب الجنسي للسكان بنسبة 47.5% ذكور و52.5% إناث.

## أعلام
- جورج واشنطن سميث
- جينيفيف هيوز
- جون أ لوجان
- جو غريس
- دون أول